# NGC 3384
NGC 3384 је елиптична галаксија у сазвежђу Лав која се налази на NGC листи објеката дубоког неба.
Деклинација објекта је + 12° 37' 43" а ректасцензија 10h 48m 16,7s. Привидна величина (магнитуда) објекта NGC 3384 износи 9,9 а фотографска магнитуда 10,9. Налази се на удаљености од 10,953 милиона парсека од Сунца. NGC 3384 је још познат и под ознакама NGC 3371, UGC 5911, MCG 2-28-12, CGCG 66-21, PRC C-34, PGC 32292.